# Синеньское муниципальное образование (Петровский район)
Синеньское муниципальное образование — сельское поселение в Петровском районе Саратовской области Российской Федерации.
Административный центр — село Синенькие.

## История
Статус и границы сельского поселения установлены Законом Саратовской области от 27 декабря 2004 года № 88-ЗСО «О муниципальных образованиях, входящих в состав Петровского муниципального района».

## Население
| 2010  | 2011  | 2012  | 2013  | 2014  | 2015  | 2016  |
| ----- | ----- | ----- | ----- | ----- | ----- | ----- |
| 2790  | ↘2779 | ↘2686 | ↘2615 | ↘2545 | ↘2474 | ↘2420 |
| 2017  | 2018  | 2019  | 2020  | 2021  |       |       |
| ↘2348 | ↘2268 | ↘2196 | ↘2137 | ↘2000 |       |       |

## Состав сельского поселения
| №  | Населённый пункт   | Тип населённого пункта       | Население |
| -- | ------------------ | ---------------------------- | --------- |
| 1  | Баклуши            | село                         | ↘98       |
| 2  | Березовка 2-я      | село                         | ↘113      |
| 3  | Быстровка 2-я      | деревня                      | ↘79       |
| 4  | Вязьмино           | село                         | ↘264      |
| 5  | Дмитриевка         | деревня                      | 27        |
| 6  | Забайкино          | деревня                      | 17        |
| 7  | Комсомольский      | посёлок                      | ↘228      |
| 8  | Новодубровка       | село                         | ↘396      |
| 9  | Новый Вершаут      | деревня                      | 52        |
| 10 | Ножкино            | село                         | ↘441      |
| 11 | Рузаевка           | деревня                      | 48        |
| 12 | Рязановка          | деревня                      | 0         |
| 13 | Савкино            | село                         | ↘206      |
| 14 | Синенькие          | село, административный центр | ↘441      |
| 15 | Старая Лопатка     | село                         | ↘73       |
| 16 | Татарская Пакаевка | село                         | ↘307      |